# アンディスピューテッド・アティテュード
『アンディスピューテッド・アティテュード』（Undisputed Attitude）は、スレイヤーが1996年に発表したカバー・アルバム。

## 背景
バンドは当初、クラシック・メタル系の楽曲のカバー・アルバムを構想していたが、最終的にはパンク・ロック作品集に落ち着いた。ただし、「ジェミニ」はバンドのオリジナルの新曲で、「キャント・スタンド・ユー」と「Ddamm」（「Drunk Drivers Against Mad Mothers」の略）は、ジェフ・ハンネマンが1980年代中期に率いていたサイド・プロジェクト「Pap Smear」の曲である。トム・アラヤによれば、ハンネマンとケリー・キングがカバー曲を選曲し、アラヤ自身はVerbal Abuseの曲が、特に楽しく演奏できたという。なお、バンドはデッド・ケネディーズの曲も試してみたが、バンドのスタイルに合わず、収録は見送られた。
ケリー・キングは2016年、『メタル・ハマー』誌のインタビューで、本作を制作した動機について「グリーン・デイやオフスプリングに対する反抗」「奴らが悪いんじゃなくて、世間が連中をパンク・バンドとみなしていたことに対して、俺とジェフ（・ハンネマン）はパンクじゃないって感じていた」と語っている。
ポール・ボスタフは本作の制作後、サイド・プロジェクト「ザ・トゥルース・アバウト・シーフード」を優先するためにバンドを脱退し、本作のプロモーション・ツアーでは、テスタメントのツアー・ドラマーだったジョン・デッティが後任を務めた。なお、ボスタフは1997年に復帰し、2001年に再脱退するが、2013年には再々加入した。

## 反響・評価
アメリカのBillboard 200では34位に達し、バンドにとって3作目の全米トップ40アルバムとなった。
Thom Jurekはオールミュージックにおいて5点満点中2.5点を付け「スレイヤーの通常のアルバムとは異なり、間に合わせで作られた」「バンドが当時どれほど音楽的に熟達していたかを味わいたい向きにとっては、期待外れである」と評している。一方、『CDジャーナル』のミニ・レビューでは「原曲を比較的忠実に再現し、またマニアックな選曲といい、熱愛ぶりがよく表出している」と評されている。

## 収録曲
下記トラック・リストは日本盤CDに準拠。アメリカ盤CDは10.と13.を除く14曲入り、ヨーロッパ盤CDは13.を除く15曲入りである。
1. ディスインテグレイション/フリー・マネー - "Disintegration/Free Money" - 1:41
  - 作詞・作曲：エリック・"ジョーイ"・マストロカロス、ブレット・ドッドウェル、ロイ・ハンセン
  - Verbal Abuseのアルバム『Just an American Band』（1984年）からの2曲のメドレー。
2. ヴァーバル・アビューズ/リーチズ - "Verbal Abuse/Leeches" - 1:58
  - 作詞・作曲：エリック・"ジョーイ"・マストロカロス、ブレット・ドッドウェル、ロイ・ハンセン
  - Verbal Abuseのアルバム『Just an American Band』（1984年）からの2曲のメドレー。
3. アボリッシュ・ガバメント/スーパーフィシャル・ラヴ - "Abolish Government/Superficial Love" - 1:47
  - 作詞・作曲：ジャック・グリシャム、トッド・バーンズ、ロン・エモリー、マイク・ロシュ
  - T.S.O.L.（英語版）のEP「T.S.O.L.」（1981年）からの2曲のメドレー。
4. キャント・スタンド・ユー - "Can't Stand You" - 1:27
  - 作詞・作曲：ジェフ・ハンネマン
5. Ddamm - "Ddamm" - 1:01
  - 作詞・作曲：ジェフ・ハンネマン
6. ギルティ・オブ・ビーイング・ホワイト - "Guilty of Being White" - 1:06
  - 作詞・作曲：イアン・マッケイ、ジェフ・ネルソン、ライル・プレスラー、ブライアン・ベイカー
  - マイナー・スレットのEP「In My Eyes」（1981年）より。
7. アイ・ヘイト・ユー - "I Hate You" - 2:16
  - 作詞・作曲：エリック・"ジョーイ"・マストロカロス、ブレット・ドッドウェル、ロイ・ハンセン
  - Verbal Abuseのアルバム『Just an American Band』（1984年）より。
8. フィラー/アイ・ドント・ウォント・トゥ・ヒア・イット - "Filler/I Don't Want to Hear It" - 2:28
  - 作詞・作曲：イアン・マッケイ、ジェフ・ネルソン、ライル・プレスラー、ブライアン・ベイカー
  - マイナー・スレットのEP「Filler」（1981年）からの2曲のメドレー。
9. スピリチュアル・ロウ - "Spiritual Law" - 2:59
  - 作詞・作曲：ケイシー・ロイヤー
  - D.I.のアルバム『Ancient Artifacts』（1985年）より。
10. シック・ボーイ - "Sick Boy" - 2:14
  - 作詞・作曲：コリン・アブラホール、コリン・ブリス、ロス・ローマス、アンドリュー・ウィリアムズ
  - G.B.H.のアルバム『City Baby Attacked by Rats』（1982年）より。
11. ミスター・フリーズ - "Mr. Freeze" - 2:23
  - 作詞・作曲：カイル・タッチャー
  - Dr. Knowのアルバム『Plug-In Jesus』（1984年）より。
12. ヴァイオレント・パシフィケイション - "Violent Pacification" - 2:38
  - 作詞・作曲：カート・ブレクト、スパイク・キャシディ
  -  D.R.I.のEP「Violent Pacification」（1984年）より。
13. メモリーズ・オブ・トゥモロー - "Memories of Tomorrow" - 0:54
  - 作詞・作曲：マイク・ミューア
  - スイサイダル・テンデンシーズのアルバム『Suicidal Tendencies』（1983年）より。
14. リチャード・ハング・ヒムセルフ - "Richard Hung Himself" - 3:21
  - 作詞・作曲：ケイシー・ロイヤー、フレデリック・タコンヌ
  - D.I.のEP『D.I.』（1983年）より。
15. アイム・ゴナ・ビー・ユア・ゴッド - "I'm Gonna Be Your God" - 2:58
  - 作詞・作曲：イギー・ポップ、ロン・アシュトン、デイヴ・アレクサンダー、スコット・アシュトン
  - ザ・ストゥージズのアルバム『The Stooges』（1969年）より。オリジナル・ヴァージョンの曲名は「I Wanna Be Your Dog」[17]。
16. ジェミニ - "Gemini" - 4:53
  - 作詞：トム・アラヤ／作曲：ケリー・キング

### 日本初回盤(BVCP-920)ボーナス・ディスク
1. ウィッチング・アワー（ライヴ） - "Witching Hour" - 3:00
  - 作詞：／作曲：クロノス、マンタス、アバドン
2. ディヴァイン・インターヴェンション（ライヴ） - "Divine Intervention" - 5:10
  - 作詞：トム・アラヤ、ジェフ・ハンネマン、ケリー・キング、ポール・ボスタフ／作曲：ジェフ・ハンネマン、ケリー・キング
3. ディトウヘッド（ライヴ） - "Dittohead" - 2:42
  - 作詞・作曲：ケリー・キング

## 参加ミュージシャン
- トム・アラヤ - ボーカル、ベース
- ジェフ・ハンネマン - ギター
- ケリー・キング - ギター
- ポール・ボスタフ - ドラムス